# Лох-Ломонд-энд-те-Троссахс
Лох-Ломонд-энд-те-Троссахс (англ. Loch Lomond and The Trossachs National Park, гэльск. Pàirc Nàiseanta Loch Laomainn agus nan Trosaichean) — национальный парк, расположенный в областях Аргайл-энд-Бьют, Перт-энд-Кинросс, Стерлинг и Уэст-Данбартоншир (Шотландия). В Шотландии всего два национальных парка, второй — Кернгормс (основан в 2003 году).

## География, описание
Название парку, основанному в 2002 году, дано по двум его главным достопримечательностям: озеру Лох-Ломонд (самое большое по площади и второе по объёму озеро Шотландии) и небольшой лесистой долине (глену) Троссахс.
Площадь парка составляет 1865 км², что делает его четвёртым по величине среди всех национальных парков Британских островов. Через парк проходит автодорога A82.

### Населённые пункты
В парке постоянно проживают около 15 600 человек в следующих поселениях:
- Аберфойл[англ.] (ок. 800 жителей в 2010 году)
- Ардентинни[англ.]
- Ардлуй[англ.]
- Аррохар[англ.]
- Балкуиддер[англ.]
- Баллох[англ.]
- Балмаха[англ.]
- Бриг-о-Тарк[англ.]
- Гартмор[англ.]
- Гартохарн[англ.] (1051; 2001)
- Дримен[англ.] (820; 2011)
- Инверснейд[англ.]
- Калландер[англ.] (3130; 2006)
- Киллин[англ.] (666; 2001)
- Килман[англ.] (1030; 2001)
- Килмахог[англ.]
- Кринларих[англ.] (185; 2001)
- Крофтами[англ.]
- Ласс
- Лохгойлхед[англ.] (ок. 400; 2014)
- Лохернхед[англ.]
- Порт-оф-Ментит[англ.] (768; 2001)
- Сент-Филланс[англ.]
- Стратайр[англ.] (ок. 100; 2001)
- Строн[англ.]
- Тайндрам[англ.] (167; 2011)
- Тарбет[англ.]

### Горы
Горы высотой более 914,4 метров (3000 футов), такие горы в Шотландии называются мунро:
- Бен-Мор[англ.] (1174 метра над уровнем моря)
- Стоб-Биннейн[англ.] (1165)
- Бен-Луй[англ.] (1130)
- Круах-Ардрайн[англ.] (1046)
- Бен-Осс[англ.] (1029)
- Бен-Халлуйм[англ.] (1025)
- Бен-Име[англ.] (1011)
- Ан-Кайстил[англ.] (995)
- Бен-Ворлих (Лох-Эрн)[англ.] (985)
- Бен-Дабхрейг[англ.] (978)
- Стак-а-Хройн[англ.] (975)
- Бен-Ломонд (974; самая популярная в Шотландии гора для восхождений)
- Мил-Глас[англ.] (959)
- Бен-Тулайхин[англ.] (946)
- Бен-Ворлих (Лох-Ломонд)[англ.] (943)
- Бен-а-Хройн[англ.] (942)
- Бен-Хабхейр[англ.] (933)
- Бен-Нарнайн[англ.] (926)
- Сьят-Чайл[англ.] (921)
- Бен-а-Хлейб[англ.] (916)
- Бен-Вейн[англ.] (915)

### Другие достопримечательности
- Дорога «Западный Хайленд»[англ.] — т. н. «длинная тропа[англ.]» со статусом «Великая тропа Шотландии[англ.]». Длина — 154,5 км.
- Озеро Лох-Катрин, по которому можно пройти на пароходе «Сэр Вальтер Скотт»[англ.], который служит с 1899 года.
- Озеро Ментит — единственный естественный водоём Шотландии, имеющий в названии Lake, а не Loch.
- Озеро Лох-Лонг[англ.].
  - Остров Инчмахом[англ.], знаменитый руинами монастыря[англ.], основанного в 1238 году.
- Замок Баллох[англ.] (стоит с начала XIX века).
- Замок Каррик[англ.] (стоит с XV века).

## Галерея
- Информационно-туристический центр
- «Хостел для молодёжи»
- Замок Баллох[англ.]
- Руины монастыря Инчмахома[англ.]
- Пароход «Сэр Вальтер Скотт»[англ.] на озере Лох-Катрин
- Водопад Лени
- Озеро Лох-Ломонд
- Гора Бен-Мор[англ.] (1174 м) — высшая точка парка